# Stigmatochromis modestus
Stigmatochromis modestus è una specie di ciclidi haplochromini endemica del Lago Malawi che vive tra le rocce. Caccia tramite agguati e si nutre di altri pesci. Può raggiungere una lunghezza di 25 centimetri (9,8 in) TL. È presente nel commercio di pesci d'acquario.